# Alex Metreveli
Aleksandr Iraklijevitj Metreveli (russisk: Александр Ираклиевич Метревели)  ( hør), kendt som Alex Metreveli ; født 2. november 1944), er en tidligere tennisspiller, som i sin aktive karriere repræsenterede Sovjetunionen.
Metreveli er født i Tbilisi i det nuværende Georgien
Han største resultat var den finaleplads han opnåede i Grand Slam-turneringen Wimbledon i 1973. Han tabte finalen til tjekkiske Jan Kodeš med 1-6, 8-9, 3-6.